# Liste der Kulturgüter in Thal
Die Liste der Kulturgüter in Thal enthält alle Objekte in der Gemeinde Thal im Kanton St. Gallen, die gemäss der Haager Konvention zum Schutz von Kulturgut bei bewaffneten Konflikten, dem Bundesgesetz vom 20. Juni 2014 über den Schutz der Kulturgüter bei bewaffneten Konflikten sowie der Verordnung vom 29. Oktober 2014 über den Schutz der Kulturgüter bei bewaffneten Konflikten unter Schutz stehen.
Objekte der Kategorie A sind im Gemeindegebiet nicht ausgewiesen, Objekte der Kategorie B sind vollständig in der Liste enthalten, Objekte der Kategorie C (lokale Bedeutung) fehlen zurzeit (Stand: 1. Januar 2023).

## Kulturgüter
| Foto |                                                                                             | Objekt                                                           | Kat. | Typ | Standort                                 | Beschreibung |
| ---- | ------------------------------------------------------------------------------------------- | ---------------------------------------------------------------- | ---- | --- | ---------------------------------------- | ------------ |
| ja   | Datei hochladen · Wikidata zu Unserer Lieben Frau (Q29786906)                               | Paritätische Kirche Unserer Lieben Frau KGS-Nr.: 08369           | B    | G   | Kirchplatz 6.1 760635 / 259313           |              |
| ja   | Datei hochladen · Wikidata zu Rosentürmli (18. Jh.) (Q29786908)                             | Rosentürmli KGS-Nr.: 08370                                       | B    | G   | Rebenstrasse 4 760346 / 259870           |              |
| ja   | Datei hochladen · Wikidata zu Schloss Greifenstein (Q19957914)                              | Schloss Greifenstein KGS-Nr.: 08371                              | B    | G   | Staad, Felsenstrasse 7–9 759481 / 260135 |              |
| ja   | Datei hochladen · Wikidata zu Trüeterhof (Q29786915)                                        | Trüeterhof KGS-Nr.: 08372                                        | B    | G   | Dorfstrasse 34 760189 / 259815           |              |
| ja   | Datei hochladen · Wikidata zu Bildguet (Q29786901)                                          | Bildguet KGS-Nr.: 14078                                          | B    | G   | Kruft 2 760804 / 259296                  |              |
| ja   | Datei hochladen · Wikidata zu Villa Stauffacher mit Orangerie und Nebengebäuden (Q29786917) | Villa Stauffacher mit Orangerie und Nebengebäuden KGS-Nr.: 14079 | B    | G   | Heidlerstrasse 7 759669 / 259632         |              |
| ja   | Datei hochladen · Wikidata zu Schloss Blatten (Q29786910)                                   | Schloss Blatten KGS-Nr.: 14080                                   | B    | G   | Schlössliweg 1 758675 / 260937           |              |
| ja   | Datei hochladen · Wikidata zu Schloss Risegg (Q29786913)                                    | Schloss Risegg KGS-Nr.: 14081                                    | B    | G   | Risegg 18 758462 / 260813                |              |
| ja   | Datei hochladen · Wikidata zu Marienburg (ehemalige Weinburg) mit Park (Q29786905)          | Marienburg (ehemalige Weinburg) mit Park KGS-Nr.: 14082          | B    | G   | Töberstrasse 49 761094 / 260354          |              |